# سیگما کمان
سیگما کمان یک ستاره است که در صورت فلکی کمان قرار دارد.